# Ил Пјацо (Комо)
Ил Пјацо је насеље у Италији у округу Комо, региону Ломбардија.
Према процени из 2011. у насељу је живело 57 становника. Насеље се налази на надморској висини од 436 м.